# Play (magazine britannique)
Pour les articles homonymes, voir Play.
 (décembre 2018).
Si vous disposez d'ouvrages ou d'articles de référence ou si vous connaissez des sites web de qualité traitant du thème abordé ici, merci de compléter l'article en donnant les références utiles à sa vérifiabilité et en les liant à la section « Notes et références ».
Play est un magazine de jeu vidéo britannique spécialisé dans l'actualité PlayStation. Il est publié par Imagine Publishing depuis octobre 1995.